# 广播时报
《广播时报》（Radio Times）是一份英国电视和无线电节目列表周刊杂志，用來刊載電視與廣播節目表，从1923年开始由BBC杂志出版，它也在线提供相同名称的列表服务。2011年，BBC向英国私有公司Exponent出售了此杂志。
1. ↑  . Audit Bureau of Circulations.   [18 April 2021]. （原始内容存档于2022-05-23）.